# Vallolammi
Vallolammi är en sjö i Finland. Den ligger i kommunen Eura i landskapet Satakunta, i den sydvästra delen av landet, 180 km nordväst om huvudstaden Helsingfors. Vallolammi ligger 39 meter över havet. I omgivningarna runt Vallolammi växer i huvudsak barrskog. Arean är 26,2 hektar och strandlinjen är 2,21 kilometer lång. Sjön  ingår i Laajokis huvudavrinningsområde. 